# Buick LeSabre
 (octobre 2024).
La mise en forme du texte ne suit pas les recommandations de Wikipédia : il faut le « wikifier ».
Les points d'amélioration suivants sont les cas les plus fréquents. Le détail des points à revoir est peut-être précisé sur la page de discussion.
- Les titres sont pré-formatés par le logiciel. Ils ne sont ni en capitales, ni en gras.
- Le texte ne doit pas être écrit en capitales (les noms de famille non plus), ni en gras, ni en italique, ni en « petit »…
- Le gras n'est utilisé que pour surligner le titre de l'article dans l'introduction, une seule fois.
- L'italique est rarement utilisé : mots en langue étrangère, titres d'œuvres, noms de bateaux, etc.
- Les citations ne sont pas en italique mais en corps de texte normal. Elles sont entourées par des guillemets français : « et ».
- Les listes à puces sont à éviter, des paragraphes rédigés étant largement préférés. Les tableaux sont à réserver à la présentation de données structurées (résultats, etc.).
- Les appels de note de bas de page (petits chiffres en exposant, introduits par l'outil «  Source ») sont à placer entre la fin de phrase et le point final[comme ça].
- Les liens internes (vers d'autres articles de Wikipédia) sont à choisir avec parcimonie. Créez des liens vers des articles approfondissant le sujet. Les termes génériques sans rapport avec le sujet sont à éviter, ainsi que les répétitions de liens vers un même terme.
- Les liens externes sont à placer uniquement dans une section « Liens externes », à la fin de l'article. Ces liens sont à choisir avec parcimonie suivant les règles définies. Si un lien sert de source à l'article, son insertion dans le texte est à faire par les notes de bas de page.
- La présentation des références doit suivre les conventions bibliographiques. Il est recommandé d'utiliser les modèles {{Ouvrage}}, {{Chapitre}}, {{Article}}, {{Lien web}} et/ou {{Bibliographie}}. Le mode d'édition visuel peut mettre en forme automatiquement les références.
- Insérer une infobox (cadre d'informations à droite) n'est pas obligatoire pour parachever la mise en page.

Pour une aide détaillée, merci de consulter Aide:Wikification.
Si vous pensez que ces points ont été résolus, vous pouvez retirer ce bandeau et améliorer la mise en forme d'un autre article.
 (octobre 2024).

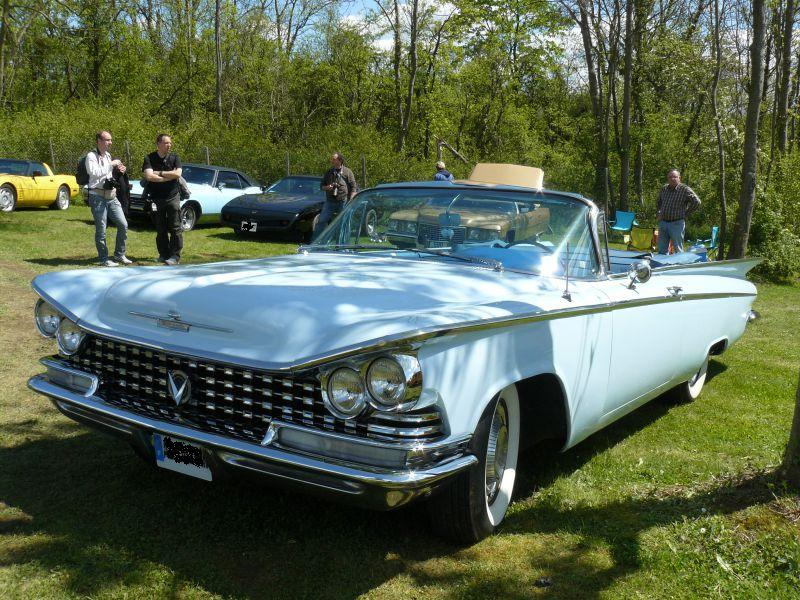
Buick LeSabre I

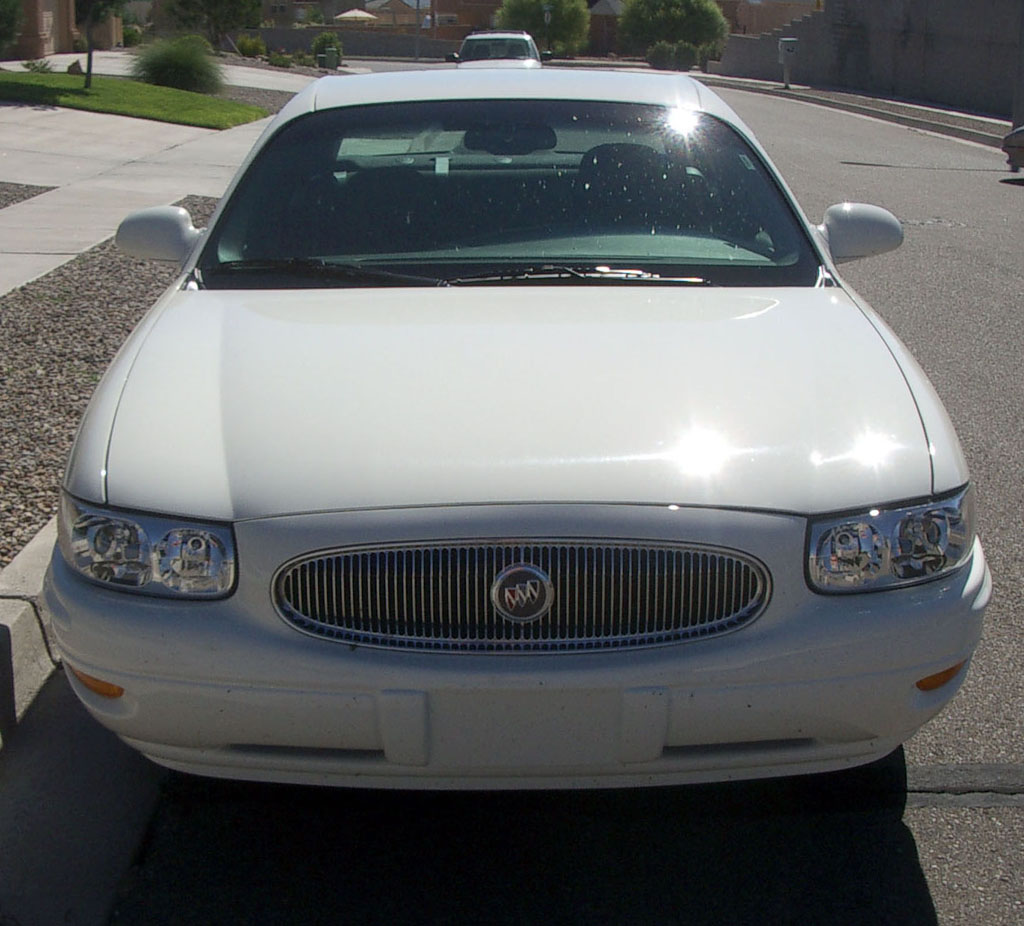
Buick LeSabre VIII

La Buick LeSabre est une automobile produite de 1959 à 2005 sous la marque américaine Buick, détenue par le groupe General Motors. Elle succède à la Buick Special et elle est remplacée par la Buick Lucerne.

## Historique
General Motors utilisa pour la première fois le nom LeSabre sur un prototype de 1951 avant d'utiliser ce nom sur le modèle d'entrée de gamme de Buick en 1959.

## Première génération (1959-1961)

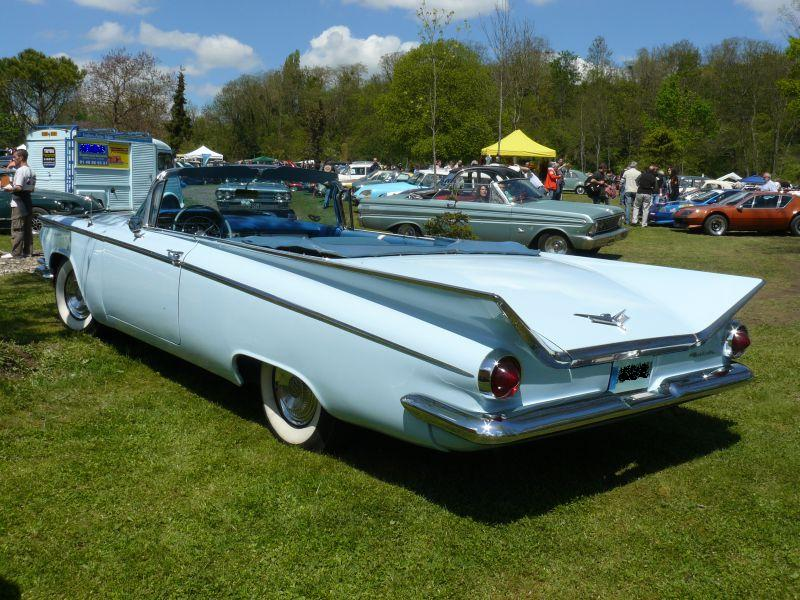
Buick Le Sabre Convertible 1959

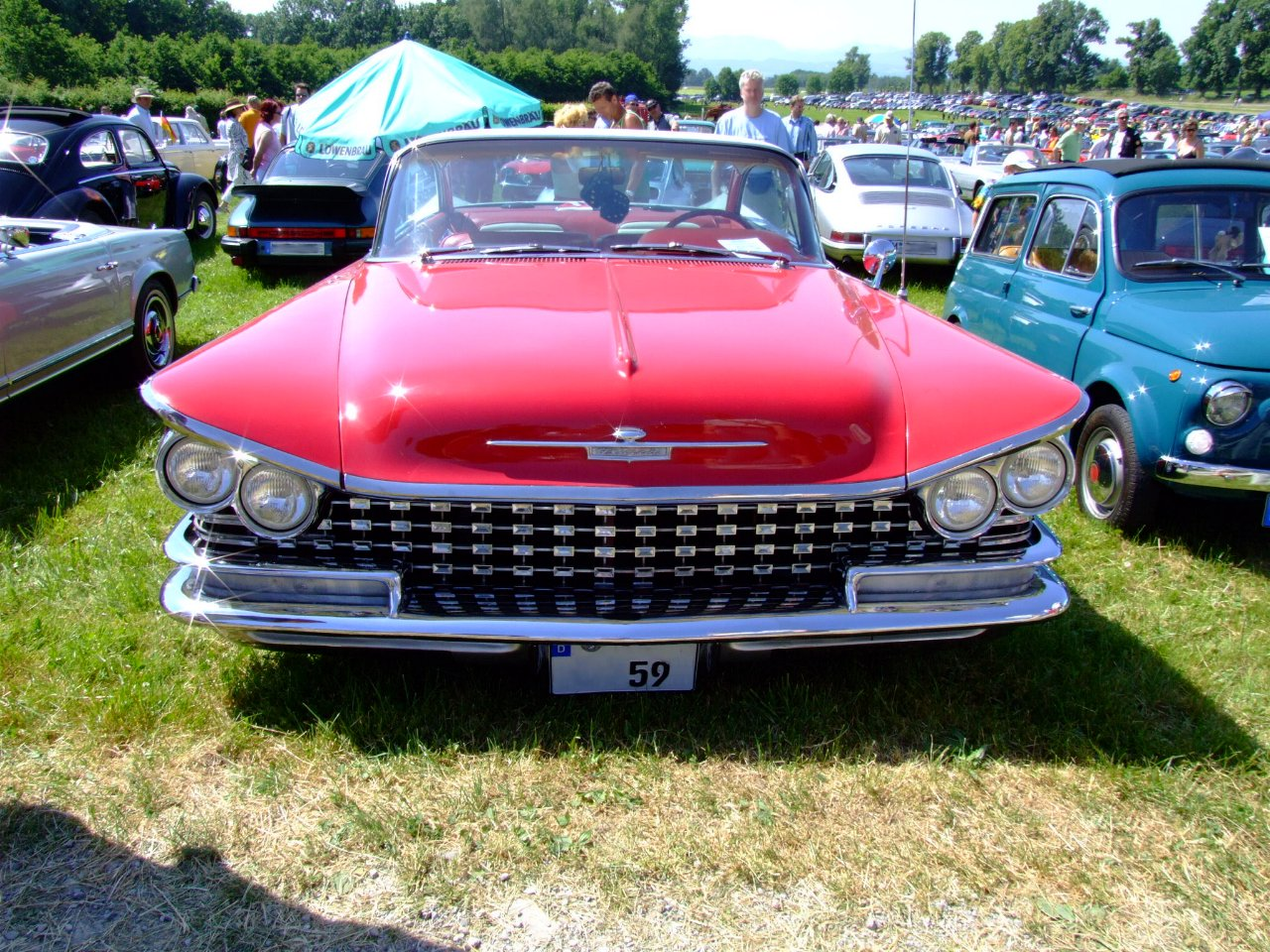
Une Buick LeSabre de 1959

## Septième génération (1992-2000)
En 1991, la LeSabre a été redessinée dans le même ordre que la Park Avenue de l'année précédente. La LeSabre était disponible uniquement en tant que berline à quatre portes à partir de ce point avant que la voiture ne soit interrompue en 2005. Les phares ont été rajoutés avec une signature lumineuse ambrée, séparée et enroulée autour du fascia avant inférieur. Le fascia arrière comportait une bouche plus large et un soulèvement inférieur sur la hauteur pour faciliter le chargement des bagages tandis que l'avant était lissé avec un moulage chromé simplifié.

## Huitième génération (2000-2005)
La Buick LeSabre de huitième génération a été introduite en 1999, toujours sur la plate-forme GM H-Body, rejoignant la deuxième génération de la Oldsmobile Aurora. La LeSabre a été fabriquée à l'usine de fabrication Hamtrack de GM à Détroit et au Lake Orion Assembly, dans le Michigan, alimentée par un moteur 3.8L V6. Les fonctions standard ou optionnelles sur la LeSabre incluent le Stabilitrak, le OnStar, l'affichage à toit haut EyeCue, le contrôle de traction, le nivellement de charge automatique, les airbags latéraux, le système de surveillance de la pression des pneus, des sièges chauffants, une climatisation double-pluie et des essuie-glaces automatiques RainSense. Le véhicule a obtenu le titre de la voiture la plus grande de l'Amérique jusqu'à sa disparition fin 2005.

## Liens
- Notices d'autorité :   - LCCN
  - Israël